# Réaction de fusion-évaporation
Pour les articles homonymes, voir Évaporation (homonymie).
Une réaction de fusion-évaporation est une réaction nucléaire dans laquelle un faisceau de noyaux stables est accéléré avant d’entrer en collision avec une cible. Si des conditions expérimentales particulières sont remplies (niveau d'énergie proche de la barrière coulombienne), les deux noyaux vont fusionner pour former un noyau composé avec une énergie d’excitation et un moment angulaire maximum donnés. Pour se désexciter, le noyau composé peut alors fissionner ou évaporer des nucléons (proton et plus couramment neutron), avant d’émettre, in fine, des rayons gamma pour atteindre l’état fondamental du noyau résultant.
La réaction de fusion-évaporation est une méthode de production d’ions radioactifs.